# オールドスパイス
オールドスパイス（Old Spice）は、アフターシェーブ、デオドラント、制汗剤、シャンプー、ボディウォッシュ (Shower gel) 、シェービングクリーム、石鹸などの男性用グルーミング製品を提供するアメリカのブランド。プロクター・アンド・ギャンブル社が製造している。
オールドスパイスは、ウィリアム・ライトフット・シュルツ（William Lightfoot Schultz）が創業した石鹸・トイレタリー会社であるシュルトン社（Shulton Inc.）によって、1937年に「アーリーアメリカン・オールドスパイス」（Early American Old Spice）として発売された。当初は女性を対象としていたが、男性向けの製品が1937年末のクリスマス前に発売された。
シュルトン社は1971年にアメリカン・サイアナミッド社に買収され、1990年にプロクター・アンド・ギャンブル社がアメリカン・サイアナミッド社からオールドスパイスの事業を買収した。

## 歴史

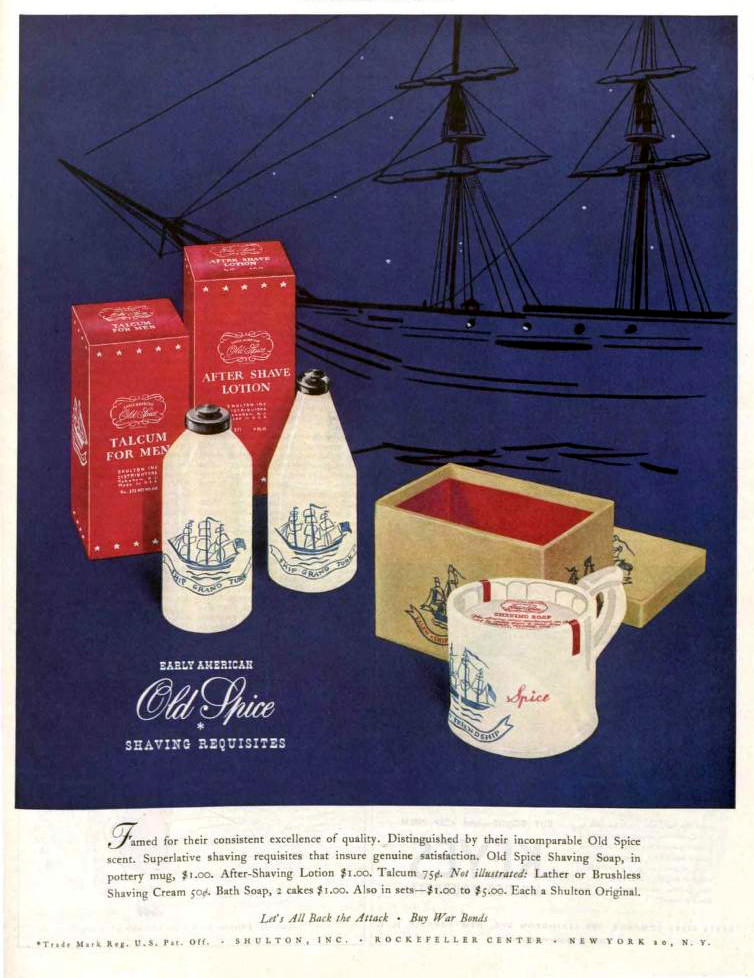
1944年のオールドスパイスの広告

オールドスパイスはもともと、1934年にウィリアム・ライトフット・シュルツによって設立されたシュルトン社によって販売された。
シュルツはロサンゼルスのBullock'sのバイヤーから、植民地時代のアメリカンスタイルの家具の人気が高まっていることを知らされた。このトレンドは、当時オープンしたばかりのコロニアル・ウィリアムズバーグによってさらに加速していた。シュルツは、初期のアメリカーナをテーマにした化粧品ラインも人気が出るかもしれないと考えた。
ニューヨークのメトロポリタン美術館にある初期アメリカのコレクションがパッケージデザインの発想の元となり、香水についてはシュルツの母親のポプリからインスピレーションを受け、1937年に発売された最初のオールドスパイス製品は「アーリーアメリカン・オールドスパイス」という女性用の香水となった。この製品は好評を博し、1938年に男性向けの「オールドスパイス」が発売された。
男性用製品にはシェービングソープとアフターシェーブローションがあり、航海をテーマに販売され、ブランドのパッケージには帆船が使用された。
1971年、シュルトン社はアメリカン・サイアナミッド社に買収された。1970年代にオールドスパイスは「オールドスパイスバーレー」（Old Spice Burley）のような特徴的な香りを導入し、シェービングブランドからフレグランスブランドへと転換した。

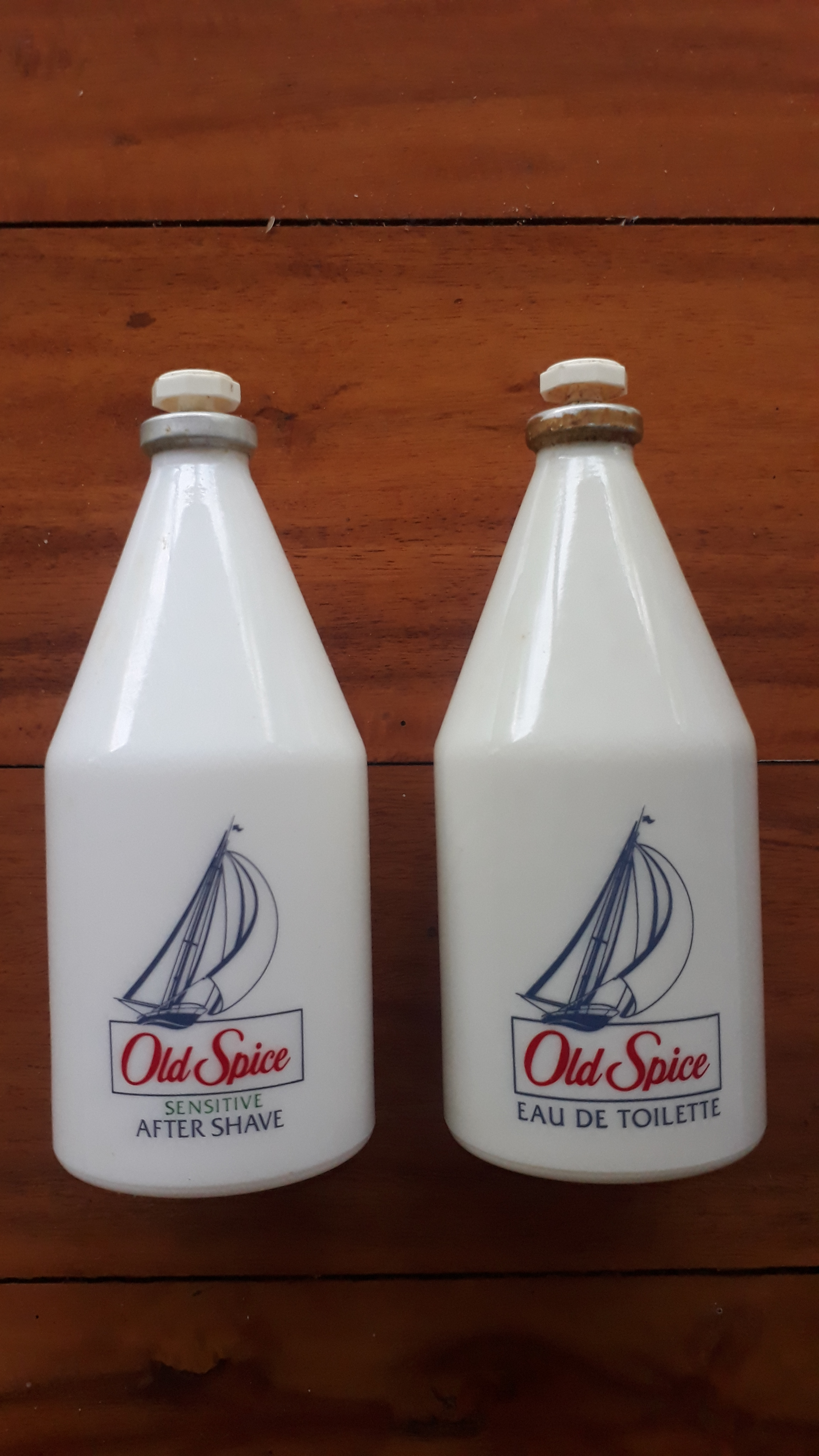
1992年4月発売のオリジナルボトル（150mL）

1990年6月、プロクター・アンド・ギャンブルはアメリカン・サイアナミッド社のシュルトン・グループからオールドスパイスとSanta Feの事業を3億ドルで買収した。
オールドスパイスのパッケージにデザインされていた帆船は1992年にヨットに変更された。オードトワレとアフターシェーブのガラス瓶にはプラスチック製のボタンがキャップとして付いていたが、1992年にその色がライトグレーから白に変更された。
2000年代を通して、プロクター・アンド・ギャンブルはオールドスパイスのブランド名で、様々な香りのデオドラント、ボディウォッシュ（en:Body wash）、ボディスプレー（en:Body spray）を多数発売した。
2008年初頭、オリジナルのオールドスパイスの香りは、アフターシェーブとコロン両方のバージョンで「クラシックセント」（Classic Scent）として再パッケージされた。ブイ型の白いガラス瓶はプラスチックに、灰色の栓は赤に変更された。オールドスパイスクラシックシャワージェルは、"The original. If your grandfather hadn't worn it, you wouldn't exist."というスローガンで販売された。
2014年、オールドスパイスはシャンプー、ツーインワンシャンプー＆コンディショナー、スタイリング剤を発売し、男性用ヘアケア製品ラインを拡大した。
2021年には初の理髪店をオハイオ州コロンバスにオープンした。

## 広告

Old Spice Pure Sport High Endurance deodorant.

1980年代から90年代にかけてオールドスパイスのテレビCMでは、サーフボードに乗った男性の映像に、カール・オルフの「O Fortuna」（『カルミナ・ブラーナ』より）の音楽が流れ、ときどき女性の顔がカットインし、"Old Spice – the mark of a man"というキャッチフレーズが使われた。
2006年、プロクター&ギャンブルは、広告代理店をSaatchi & SaatchiとStarcom MediaVest Groupから、ワイデン+ケネディに変更した。
2010年、広告代理店のワイデン+ケネディは「The Man Your Man Could Smell Like」（Smell Like a Man, Man）と題した広告キャンペーンにイザイア・ムスタファを起用して人気を博した。このキャンペーンに続いて、オールドスパイスはオンライン広告キャンペーンでファビオ・ランツォーニを起用し、オールドスパイスガイの称号をかけてイザイア・ムスタファに挑戦させた。
2010年、オールドスパイスはNFLと提携し、レイ・ルイス、グレッグ・ジェニングス、ウェス・ウェルカーといったフットボールスターをさまざまなテレビやデジタルのキャンペーンに起用した。2012年には、元NFL選手のテリー・クルーズが、同ブランドのバイラルヒット動画「Muscle Music」に出演した。このインタラクティブ動画では、クルーズの筋肉の動きに連動して楽器を鳴らし音楽を演奏した。
2014年の「Smellcome to Manhood」キャンペーンではコマーシャル「Momsong」が話題となった。
2016年初頭、オールドスパイスは Hardest Working Collection の発売に合わせて、「Rocket Car」と「Whale」という2つのテレビコマーシャルで、新しいブランドキャラクターである「the Legendary Man」を導入した。また、カナダ人俳優スティーブン・オッグを起用したデジタルインフォマーシャルシリーズも展開した。2016年後半には、Red Zone product collection の広告キャンペーンに、俳優のトーマス・ボードワン（Thomas Beaudoin）とアルベルト・カルデナス（Alberto Cardenas）という2人のオールドスパイスキャラクターを追加した。
2019年、オールドスパイスは新商品の発売に合わせて、俳優でコメディアンで作家のデオン・コールをグローバルブランドアンバサダーに任命した。
2020年1月、オールドスパイスは、2010年に話題となったキャンペーン「Smell Like a Man, Man」のオリジナルコマーシャル10周年を記念して、再びワイデン+ケネディと協力してリブートさせた。

## スポンサー活動
オールドスパイスは2004年から2010年にかけてNASCARの世界で多くの車のスポンサーを務めてきた。彼らが初めてスポンサーとなったのは2004年のタラデガでのリッキー・クレイブン（en:Ricky Craven）で、その後ジョー・ギブス・レーシングとケビン・ハーヴィック・インコーポレイテッド（en:Kevin Harvick Incorporated）と共にブッシュレースでトニー・スチュワートのスポンサーとなった。2009年、スチュワートが自身のチームを結成し、2009年と2010年に14番車でワトキンス・グレン（Watkins Glen）での優勝を果たした時もスポンサーは続いた。
オールドスパイスは、2006年のコメディ映画『タラデガ・ナイト』でジョン・C・ライリー演じるカル・ノートン・ジュニアのスポンサーとしても登場した。
オールドスパイスは2019年にNASCARに復帰し、Daytona 500で、コリー・ラジョイの運転するGo Fas Racingの32号車のスポンサーとなった。この車はコリー・ラジョイの顔がボンネットにデザインされたユニークなデザインだった。チームはそのレースで18位に終わった。
2023年、一度だけモータースポーツ活動に復帰し、チェイス・ブリスコー（en:Chase Briscoe）とスチュワート・ハース・レーシングのYellaWood 500に出場する14号車のスポンサーを務めた。

## 日本での展開
1963年にシュルトンの日本支社ができ、デパート、専門店を中心に展開した。
2025年6月中旬、P&Gジャパンのh&sブランドから、オールドスパイスとの日本限定コラボシャンプーがオンラインで先行販売された。